# Nguyên Kháng
Nguyên Kháng (tiếng Trung: 原亢; Wade–Giles: Yuan Kang), tự Tử Tịch (子籍), còn gọi Nguyên Kháng Tịch (tiếng Trung: 原亢籍; Wade–Giles: Yuan Kang Ji), tự Tịch (籍), người nước Lỗ thời Xuân thu, là một trong các đệ tử của Khổng Tử.

## Tên gọi
Tên gọi của Nguyên Kháng còn nhiều tranh luận, là "họ Nguyên, tên Kháng" hay "họ Kháng, tên Nguyên", họ "Nguyên Kháng, tên Tịch", tên tự là "Tịch" hay "Tử Tịch".

## Cuộc đời
Cuộc đời của Nguyên Kháng Tịch không được ghi chép lại. Năm 72, thời Hán Minh Đế, Nguyên Kháng Tịch được phối thờ trong Khổng miếu.